# Treang
Huyện Treang (tiếng Khmer: ស្រុកទ្រាំង)là một huyện nằm ở tỉnh Takéo, ở phía nam Campuchia. Huyện này có 14 xã và 154 làng.